# Marc Augé
Pour les articles homonymes, voir Augé.
Marc Augé, né le 2 septembre 1935 à Poitiers dans la Vienne et mort le 24 juillet 2023 à Paris, est un ethnologue et anthropologue français, directeur d’études à l’École des hautes études en sciences sociales dont il est président de 1985 à 1995.

## Biographie
Marc Augé naît à Poitiers en 1935, il grandit à Paris et fait ses études secondaires aux lycée Montaigne et Louis-le-Grand. Il est élève de l'École normale supérieure de Paris (L1957) et agrégé de lettres classiques. Il fait son service militaire en Algérie, puis est professeur au lycée Paul-Valéry. Il obtient ensuite son détachement à l'ORSTOM devenu IRD en 1964. Il travaille en Côte d'Ivoire à partir de 1965 et prépare une thèse sur les Alladian, qu'il soutient en 1967 sous la direction de Georges Balandier. Sa thèse est publiée en 1975 sous le titre « Théorie des pouvoirs et idéologie ».
Il est marié à partir des années 1970, avec Françoise Héritier, à qui il consacre un article dans les Cahiers de l’Herne.
Marc Augé entre à l’École des hautes études en sciences sociales (EHESS) en 1976, il en est président de 1985 à 1995. En 1992, il fonde avec Gérard Althabe, Jean Bazin et Emmanuel Terray le Centre d'anthropologie des mondes contemporains de l'EHESS,.
Il meurt le 24 juillet 2023 à Paris à l’âge de 87 ans. Dans l'avis de décès le concernant qu'elle fait paraître dans Le Monde daté du 28 juillet, l'écrivaine Chahdortt Djavann indique qu'il a été son mari.

## Activités de recherche
Il a effectué de nombreuses missions en Afrique, principalement en Côte d'Ivoire et au Togo, développant le concept d'« idéo-logique », c'est-à-dire la manière dont, à travers des dispositifs et productions symboliques, s'ordonnent pour une société donnée le possible et le pensable, et s'orchestre pour tous et pour chacun l'imposition du sens.
À partir du milieu des années 1980, il diversifie ses champs d'observation, effectuant notamment plusieurs séjours au Venezuela, en Bolivie, en Argentine, au Chili, tout en essayant d'observer les réalités du monde contemporain dans son environnement le plus immédiat (Paris, France, Italie, Espagne) ainsi que dans ses productions « distanciées », notamment artistiques (photographie, cinéma, peinture, architecture, littérature).

## Les non-lieux et la «surmodernité»
Dans Non-lieux, introduction à une anthropologie de la surmodernité (1992), Marc Augé définit la « surmodernité » en l'opposant à la modernité par trois caractéristiques : 
- la « surabondance événementielle » : l'époque actuelle produit un nombre croissant d'événements que les historiens peinent à interpréter (Augé se réfère notamment à l'effondrement du bloc soviétique, qui précède de peu la publication de son livre) ;
- la « surabondance spatiale », qui correspond aussi bien à la possibilité de se déplacer très vite et partout qu'à l'omniprésence, au sein de chaque foyer, d'images du monde entier notamment par la télévision ;
- l'« individualisation des références », c'est-à-dire la volonté de chacun d'interpréter par lui-même les informations dont il dispose, et non de se reposer sur un sens défini au niveau du groupe[8].

## Publications

### Ouvrages récents
- Fictions fin de siècle, Paris, Fayard, 2000
- Les Formes de l’oubli, Paris, Payot & Rivages, 2001
- Journal de guerre, Paris, Galilée, 2003
- Le Temps en ruines, Paris, Galilée, 2003
- Pour quoi vivons-nous ?, Paris, Fayard, 2003
- Le Métier d'anthropologue. Sens et liberté, Paris, Galilée, 2006[9]
- Casablanca, Paris, Le Seuil, 2007
- Éloge de la bicyclette, Paris, Payot & Rivages, 2008
- Où est passé l'avenir, Paris, Panama, 2008 ; rééd. Paris, Le Seuil, 2011
- Le Métro revisité, Paris, Le Seuil, 2008
- Génie du paganisme, Paris, Gallimard (coll. Folio), 2008.
- Pour une anthropologie de la mobilité, Paris, Payot & Rivages, 2009
- Carnet de route et de déroutes, Paris, Galilée, 2010
- La Communauté illusoire, Paris, Payot & Rivages, 2010
- Journal d'un SDF, Paris, Le Seuil, 2011
- La Vie en double. Voyage, ethnologie, écriture, Paris, Payot & Rivages, 2011
- L'Anthropologue et le monde global, Paris, Armand Colin, 2013
- Les Nouvelles Peurs, Paris, Payot & Rivages, 2013
- Une ethnologie de soi : le temps sans âge, Paris, Le Seuil, 2014
- Éloge du bistrot parisien, Paris, Payot & Rivages, 2015
- La Sacrée Semaine qui changea la face du monde, Paris, Odile Jacob, 2016, 71 p. (ISBN 978-2-7381-3389-2)
- L'Avenir des terriens : fin de la préhistoire de l'humanité comme société planétaire (trad. de l'italien), Paris, Albin Michel, 2017, 132 p. (ISBN 978-2-226-39388-3)
- Qui donc est l'autre ?, Paris, Odile Jacob, 2017, 320 p. (ISBN 978-2-7381-3959-7)

### Romans et nouvelles
- La Mère d'Arthur, Paris, Fayard, 2005
- Quelqu'un cherche à vous retrouver, Paris, Le Seuil, 2009
- Rêves du jour et de la nuit, Paris, éditions des Busclats, 2016 (nouvelles)

### En collaboration
- Le Sens du mal. Anthropologie, histoire, sociologie de la maladie, avec Claudine Herzlich (dir.), Bruxelles, Éditions des archives contemporaines, coll. « Ordres sociaux », 1983
- L'Anthropologie, avec Jean-Paul Colleyn, Paris, Presses universitaires de France, 2004

#### Beaux-livres (Imprimerie nationale)
- Paris retraversé, avec Jean Mounicq (photographies), Paris, Imprimerie nationale, 1990  (ISBN 978-2-11-081113-4), prix Nadar
- Paris ouvert, avec Jean Mounicq, 1995  (ISBN 978-2-11-081325-1)
- Venise d'eau et de pierre, avec Jean Mounicq, 1998
- Paris Jardins, avec Claire de Virieu, 2008

### Autre
- « La leçon des prophètes », postface à La Cause des prophètes. Politique et Religion en Afrique contemporaine, par Jean-Pierre Dozon, Paris, Le Seuil, 1995, p. 277-295

## Décoration
- 1997 :  Officier de la Légion d'honneur[10]